# Margot Marsman
Margot Marsman (Países Bajos, 9 de febrero de 1932) fue una nadadora neerlandesa especializada en pruebas de estilo libre, donde consiguió ser medallista de bronce olímpica en 1948 en los 4 x 100 metros.

## Carrera deportiva
En los Juegos Olímpicos de Londres 1948 ganó la medalla de bronce en los relevos de 4 x 100 metros estilo libre, con un tiempo 4:31.6 segundos, tras Estados Unidos (oro) y Dinamarca (plata); sus compañeras de equipo fueron las nadadoras: Irma Heijting-Schuhmacher, Marie-Louise Linssen-Vaessen y Hannie Termeulen.